# ماركوس غيرون
ماركوس غيرون (مواليد 24 يوليو 1993) هو لاعب تنس محترف أمريكي، أعلى تصنيف له في الفردي كان ال53 في مارس 2022.

## روابط خارجية
- ماركوس غيرون على موقع رابطة محترفي التنس (الإنجليزية)
- ماركوس غيرون على موقع الاتحاد الدولي لكرة المضرب (الإنجليزية)
- ماركوس غيرون على موقع خلاصة التنس.كوم (الإنجليزية)
- ماركوس غيرون على موقع إي إس بي إن.كوم (الإنجليزية)
- ماركوس غيرون على موقع أوليمبيديا (الإنجليزية)